# Sälka
Sälka, nordsamiska Sealgga, är ett bergsmassiv i Kebnekaiseområdet i Kiruna kommun. Den högsta toppen ligger 1 865 meter över havet. Öster om massivet ligger dalen Tjäktjavagge (Čeakčavággi) där Kungsleden går. Svenska Turistföreningen har en anläggning med fjällstugor i Tjäktjavagge rakt öster om Sälkatoppen.

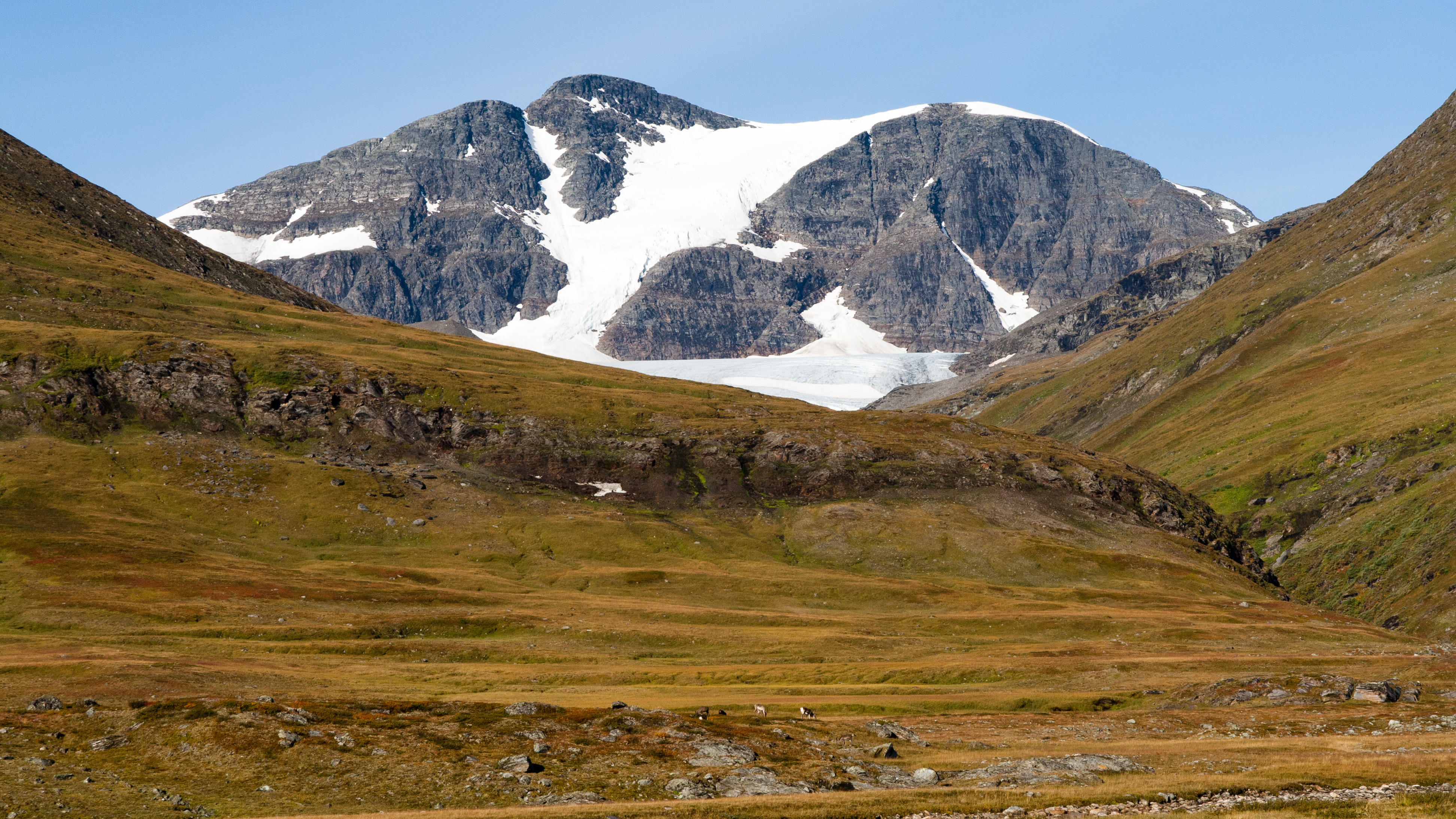
Sälka.
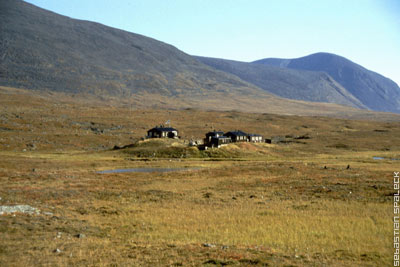
Sälkastugorna.